# Вісім засад Йонґ
Вісім засад Йонґ (кит.: 永字八法; піньїнь: Yǒngzì Bā Fǎ; яп. 永字八法/えいじはっぽう, eiji happō; кор. 영자팔법/永字八法, Yeongjapalbeop) — пояснюють як правильно писати вісім основних рисок у каліграфічному письмі, які зустрічаються у написання одного ієрогліфу, 永 (піньїнь: yǒng, "вічність", "тривалість"). Традиційно прийнято вважати, що часта практика цих правил чи засад при вивченні каліграфії дозволяє розвинути здатність до красивого письма.
На формування цих восьми засад вплинув опис правил під назвою "Сім Сил" (七勢) пані Вей Сюнь (衛鑠) із Династії Цзінь. В рамках цих принципів було опубліковано такі праці:
- Винагорода восьми засад "Йонґ" (永字八法頌), автором якої є Лю Цзун'юань (柳宗元) з Династії Тан.
- Пояснення восьми засад "Йонґ" (永字八法解), автором якої є Лі Пугуанг (李溥光) з Династії Юань. Лі надав символам метафоричні імена.

## Таблиця із описом і назвами рисок
|   | Штрих | Назва (Піньїнь, трад./спрощ.)             | Назва штриха у китайських ієрогліфах                                       | Імена, що дав Лі                       | Додатковий опис |
| - | ----- | ----------------------------------------- | -------------------------------------------------------------------------- | -------------------------------------- | --- |
| 1 |       | Cè, (側/侧) "Нахилений"                   | Diǎn, (點/点) "Цятка"                                                      | Guài Shí, (怪石) "Дивний камінь"       | Крихітна тире, цятка. |
| 2 |       | Lè, (勒) "Уздечка"                        | Héng, (橫) "Горизонтальний"                                                | Yù Àn, (玉案) "Нефритовий стіл"        | Направлений праворуч штрих. |
| 3 |       | Nǔ, (弩), "Арбалет"; Nǔ, (努) "Прагнення" | Shù, (豎) "Вертикальний"; Tiěchǔ, (鐵杵/铁杵) "Залізна голка"              | Tiězhù, (鐵柱/铁柱) "Залізний кіл"     | Штрих у низ. |
| 4 |       | Tí, (趯) "Стрибок"                        | Gōu, (鉤) "Гачок"                                                          | Xièzhuǎ, (蟹爪) "Кліщі краба"          | При завершенні іншого штриху, раптом уходить в ліву сторону.                                                                          |
| 5 |       | Cè, (策) "Кінний хлист"                   | Tí, (提) "Сходження"; Tiāo, (挑) "Підіймається у гору"                     | Hǔyá, (虎牙) "Зуби тигра"              | Проводиться вверх і праворуч |
| 6 |       | Lüè, (掠) "Легко проходить"               | Wān, (彎/弯) "Зігнутий, крива"                                             | Xījiǎo, (犀角) "Ріг носорога"          | Кривий косий штрих, що звужується, як правило ввігнутий ліворуч (закруглений назовні праворуч) та проводиться швидко із відпусканням. |
| 7 |       | Zhuó, (啄) "Дзьоб"                        | Piě, (撇) "Відкинутий геть, косий"; Duǎn Piě (短撇) "Короткий косий штрих" | Niǎo Zhuó, (鳥啄)/(鸟啄) "Дзьоб птаха" | Спадає ліворуч у низ (із невеликим вигином).                                                                                          |
| 8 |       | Zhé, (磔) "Розтинання"                    | Nà, (捺) "Сильне натискання"; Pō, (波) "Хвиля"                             | Jīndāo, (金刀) "Золотий Дао (меч)"     | Спадає праворуч (з потовщенням у кінці), де кінець стає "гострим як меч" (звідси і назва "Розтинання").                               |